# 1895 في إسبانيا
فيما يلي قوائم الأحداث التي وقعت خلال عام 1895 في إسبانيا.

## سياسة

### انتهاء فترة المنصب
- 23 مارس – أنطونيو مورا Minister of Grace and Justice ‏.
- 23 مارس – خوسيه كناليخاس وزير المالية  [لغات أخرى]‏.

## مواليد

### يناير
- 21 يناير – كريستوبال بالانسياغا

### مارس
- 13 مارس – خوان لارريا شاعر إسباني.
- 23 مارس – خوسيه ألفاريث دي بوهوركيث فارس إسباني.

### يونيو
- 8 يونيو – سانتياغو بيرنابيو لاعب كرة قدم.
- 30 يونيو – خوان أرميت

### سبتمبر
- 21 سبتمبر – خوان دي لا ثييرفا مهندس إسباني.

### نوفمبر
- 12 نوفمبر – مانويل ألونسو أريزاجا لاعب كرة مضرب إسباني.
- 28 نوفمبر – خوان أرتولا لاعب كرة قدم إسباني.

### ديسمبر
- 9 ديسمبر – دولوريس إيباروري

## وفيات

### يناير
- 4 يناير – مانويل بافيا (مواليد 1828) عسكري إسباني.

### يونيو
- 13 يونيو – مانويل رويث ثوريا (مواليد 1833) سياسي إسباني.